# Oliezaad
Oliezaden of oliehoudende zaden zijn zaden welke plantaardige olie bevatten. Veel van deze zaden worden met dit doel geteeld. Het lemma plantaardige olie geeft een overzicht van de diverse oliezaden.
De olie wordt uit het zaad gewonnen door fysische druk uit te oefenen (mechanisch persen), door het zaad te verwarmen en/of door extractie. Het product dat overblijft na de onttrekking van de olie, wordt gewoonlijk als veevoer gebruikt en wordt veekoek genoemd.
Het proces vond vanouds plaats in een oliemolen of olieslagerij, en vervolgens in fabrieksmatige oliefabrieken met stoomaandrijving. Tegenwoordig zijn de oliefabrieken met elektrische aandrijving uitgerust.
Vaak worden de gewonnen plantaardige oliën gezuiverd in een raffinaderij voor plantaardige oliën en, eventueel, ondergaan ze in een oleochemische fabriek nog verdere, chemische, bewerkingen.
De voornaamste oliezaden die in West-Europa werden geteeld of geteeld worden zijn: lijnzaad, mosterdzaad, hennepzaad, koolzaad en raapzaad.